# Tuyến Narita
Tuyến Narita (tiếng Nhật: 成田線, phát âm tiếng Nhật: [Narita-sen]) là tên gọi của tổ hợp ba tuyến đường sắt nằm ở tỉnh Chiba, được điều hành bởi Công ty Đường sắt Đông Nhật Bản (JR East).
Tuyến chính kết nối ga Sakura với ga Matsugishi (là tuyến thay thế cho tuyến Sōbu chính), đôi khi được gọi là Tuyến Samatsu (tiếng Nhật: 佐松線, phát âm tiếng Nhật: [Samatsu-sen]). Một tuyến nhánh kết nối ga Abiko với ga Narita thường được gọi là Tuyến Abiko (tiếng Nhật: 我孫子線, phát âm tiếng Nhật: [Abiko-sen]). Tuyến nhánh thứ hai thường được gọi là Tuyến Sân bay (tiếng Nhật: 空港線, phát âm tiếng Nhật: [Kūkō-sen]) kết nối Narita với ga số 1 của sân bay Narita. Hai tuyến đầu tiên thuộc sở hữu của JR East; tuyến Sân bay được sở hữu bởi công ty Narita Airport Rapid Railway.